# François Demierre
Pour les articles homonymes, voir Demierre.
François Demierre, né le 3 juin 1893 à Vevey et mort le 30 juillet 1976 à Sion, est un compositeur, organiste et musicien vaudois.

## Biographie
François Demierre, malvoyant dès son plus jeune âge, entre à l'Asile des aveugles de Lausanne en 1903. Il y étudie le piano, l'orgue et la composition avec Albert Harnisch (1874-1935), organiste de la cathédrale de Lausanne et ancien élève de Charles-Marie Widor à Paris. François Demierre apprend également à accorder des pianos, un art qui, plus tard, l'aidera à gagner sa vie. En 1912, sur les conseils de Harnisch, il part pour Paris où il se soumet à la discipline stricte de l'Institut national des jeunes aveugles. François Demierre y fait jusqu'à onze heures de musique par jour notamment avec l'organiste Adolphe Marty. À Paris, il a comme condisciple André Marchal avec lequel il se lie d'amitié. Il rencontre aussi le musicien Henri Gagnebin. De retour à Vevey pour quelques jours de vacances, François Demierre donne son premier concert au Temple de Saint-Martin le lundi 8 septembre 1913. Six ans plus tard, en 1919, il commence officiellement sa carrière d'organiste à Saint-Martin, poste qu'il occupera pendant 56 ans.
En 1914, François Demierre s'établit définitivement à Vevey où il développe une intense activité de pianiste, d'organiste et de pédagogue. Dès 1914, il enseigne aussi aux instituts de Ribeaupierre de Montreux, Vevey et Lausanne. Il organise de nombreux concerts, notamment les concerts de l'Avent de Saint-Martin depuis 1932. En tant qu'interprète, il donne de nombreux concerts en Suisse et à la Radio. Cependant, c'est pour la paroisse de Saint-Martin qu'il s'investit principalement. Tant dans ses programmes de concerts que dans son enseignement, François Demierre porte une attention toute particulière à l'œuvre de Jean-Sébastien Bach ainsi qu'aux représentants de l'École française de l'orgue, ancienne et moderne. 
Il est membre de l'Association des musiciens suisses depuis 1914 et il est un des membres fondateurs de l'Association des organistes protestants romands. François Demierre a beaucoup défendu la cause de la musique avec l'association Arts et lettres de Vevey dont il est un des fondateurs et le président de 1948 à 1953. Il préside aussi, de 1943 à 1949, la section romande de la Fédération suisse des aveugles. François Demierre rédige plusieurs articles et donne des conférences sur les problèmes que posent la musique aux non-voyants (notation Braille, mémorisation). 
Sur le plan familial, François Demierre épouse le 10 février 1921 Alice Ansermet, la sœur du chef d'orchestre Ernest Ansermet. Quelques années après le décès d'Alice Ansermet en octobre 1925, François Demierre se remarie avec Marie-Aloys Félix qui l'accompagne dans ses nombreuses activités musicales. C'est elle aussi qui recopie les manuscrits du musicien. François Demierre a formé plusieurs musiciens professionnels, dont le compositeur Claude Dubuis. Il donne son dernier concert le 15 décembre 1973 à Saint-Martin puis quitte Vevey pour s'installer à Sion avec sa femme et sa fille. Il y décède le 30 juillet 1976. Le musicien laisse une cinquantaine d'œuvres dont plusieurs compositions pour piano, des mélodies pour chant et orgue ou chant et piano, des chœurs ainsi que de la musique pour cuivres. Toute l'œuvre de l'artiste veveysan, dont l'esthétique d'inspiration française a plu à de nombreux interprètes romands, figurent dans le Fonds musical François Demierre crée en 1977 à la BCUL. 

## Sources
- « François Demierre », sur la base de données des personnalités vaudoises sur la plateforme « Patrinum » de la Bibliothèque cantonale et universitaire de Lausanne.
- Jean-Louis Matthey, Inventaire du fonds musical : François Demierre, Lausanne, Bibliothèque cantonale et universitaire, 1978
- Aloÿs Fornerod, "Compositeurs vaudois, François Demierre", in: Feuilles musicales, 1955, p.88-93